# عش الدبابير (مسلسل)
عش الدبابير مسلسل مصري، من إخراج أحمد خالد موسى، وتأليف عبير سليمان. جرى إنتاجه في 2021.

## قصة المسلسل
تدور أحداث المسلسل في إطار اجتماعي مليء بالإثارة ومشاهد الأكشن، والتي تعتمد على المطاردات والمواجهات، حول شخصين يواجهان العديد من الصعاب، ويتحدان معا للخروج منها، بينما يتربص بهما شخص آخر بمثابة العدو لتبدأ رحلة الصراع بينهما.

## الممثلون
شارك في المُسلسل عددًا من الفنانين، منهم:
- مصطفى شعبان.
- عمرو سعد.
- رانيا يوسف.
- ياسمين رئيس.
- عمرو عبد الجليل.
- دلال عبد العزيز.
- شريف دسوقي.
- وليد فواز.
- علي عثمان.